# دونت
دونت (به فرانسوی: Dunet) یک کمون در فرانسه است که در اندر واقع شده‌است. دونت ۹٫۲۴ کیلومتر مربع مساحت و ۱۱۱ نفر جمعیت دارد و ۱۶۴ متر بالاتر از سطح دریا واقع شده‌است.